# Муханов, Владимир Васильевич
Влади́мир Васи́льевич Муха́нов (20 апреля 1954, Раменское, Московская область, РСФСР, СССР) — советский и российский футболист, тренер. Мастер спорта СССР (1983).

## Биография
Воспитанник СДЮШ Раменское.
С 18 лет — в составе московского ЦСКА. Три сезона провёл в дубле, а в 1975 дебютировал за основу. Однако уже в следующем году был отправлен в ростовский СКА. В Ростове провёл два сезона, с небольшим перерывом на тренировочный сбор с «Крыльями Советов» из Куйбышева.
В 1978—1979 годах играл за воронежский «Факел», с которым поднялся из 2-й лиги в 1-ю, и где впервые проявил себя как бомбардир. В 1980 вернулся в Москву, где играл за «Локомотив». И хотя команда не удержалась в сезоне 1980 года в высшей лиге, Муханов команду не покинул и выступал в ней ещё три сезона.
В 1984—1986 годах не выступал. В 1987 вошёл в заявку клуба 2-й лиги «Сокол» (Саратов), где вновь напомнил о себе как о бомбардире. В 1988, уже будучи в составе «Факела», снова помог команде подняться лигой выше.
Сезон 1989 года провёл в клубе «Нива» (Винница), после чего завершил выступления. В 1992 ненадолго возобновил карьеру, отыграв полсезона в «Нефтехимике», и попробовал свои силы в мини-футболе в составе клуба «Новорусь» (Москва).
В «Нефтехимике» работал и в качестве главного тренера, и это стало стартом его тренерской карьеры.
В 1995 году возглавил клуб из родного города «Сатурн» (Раменское). Также был главным тренером в клубах «Лада-Симбирск» и «Фабус».
В 2002 году работал в Латвии, тренировал «Металлург» (Лиепая).
С 2003 года в Казахстане. Выигрывал медали чемпионата с «Тоболом» (Костанай), Кубок страны 2005 со столичным «Женисом», но особенных успехов добился с «Актобе» с 2006 по 2012 годы, став подряд трёхкратным чемпионом страны и четырежды призёром чемпионата.
В 2013 году вернулся в Россию, тренировал «Факел» и «Химки».
В декабре 2014 года возвратился в Казахстан — главный тренер клуба «Окжетпес» из Кокшетау.
С мая 2017 года — снова главный тренер клуба «Актобе». В начале декабря 2018 расстался с клубом по причине болезни (предстоящая операция на тазобедренном суставе), но с возможностью возврата в мае следующего года.
5 августа 2021 года Муханов в третий раз стал главным тренером клуба «Актобе».

## Достижения как тренера
«Тобол»
- Серебряный призёр чемпионата Казахстана: 2003
- Бронзовый призёр чемпионата Казахстана: 2004

«Женис»
- Обладатель Кубка Казахстана: 2005

«Актобе»
- Трёхкратный чемпион Казахстана: 2007, 2008, 2009
- Двукратный серебряный призёр чемпионата Казахстана: 2006, 2010
- Двукратный бронзовый призёр чемпионата Казахстана: 2011, 2012
- Обладатель Кубка Казахстана: 2008
- Двукратный обладатель Суперкубка Казахстана: 2008, 2010